# 꽈리
꽈리(영어: winter cherry, bladder cherry)는 가지과에 속하는 여러해살이풀이다.

## 생태
길게 옆으로 뻗는 뿌리줄기로부터 높이 60 cm 정도의 줄기가 나온다. 잎은 넓은 달걀 모양으로 2개가 같이 나오는데 가장자리에는 짧은 털이 나 있다. 꽃은 다소 황색이며, 6-8월경에 잎겨드랑이에 1개씩이 달린다. 한편, 짧은 통 모양의 꽃받침은 꽃이 진 뒤에 4–5 cm 정도로 자라서 열매를 완전히 둘러싸게 된다. 열매는 공 모양의 장과로 익으면 아름다운 적색이 되는데, 특히 꽈리라고 하여 아이들 놀잇감으로 이용되고 있다. 주로 마을 부근에서 자라며 재배하기도 한다. 꽈리속 대부분의 종은 남북 아메리카에 있고 아시아에는 몇 종만이 있을 뿐이다.

## 재배 및 관리
햇빛이 잘 들고 척박하고 건조한 땅에 심는다. 습하고 비옥한 곳에 심으면 잎만 무성하고 꽈리가 덜 달린다. 천근성인 뿌리가 옆으로 왕성히 뻗어 이웃 식물의 땅을 차지한다. 정원을 온통 꽈리밭으로 만들지 않으려면 나무, 플라스틱판, 벽돌 등으로 15센티미터 이상 벽을 쌓아 뿌리뻗음을 방지해야 된다.

## 이용
주로 관상용이다. 뿌리와 열매는 약용 또는 식용으로 쓴다. 한방에서는 식물 전체를 말린 것을 산장이라 하여, 기생충, 열해, 임질, 통경, 안질, 임파선염, 간염, 간경화, 자궁염 등에 처방한다. 이뇨, 진통, 해독 효능이 있는 것으로 알려졌다.

## 사진

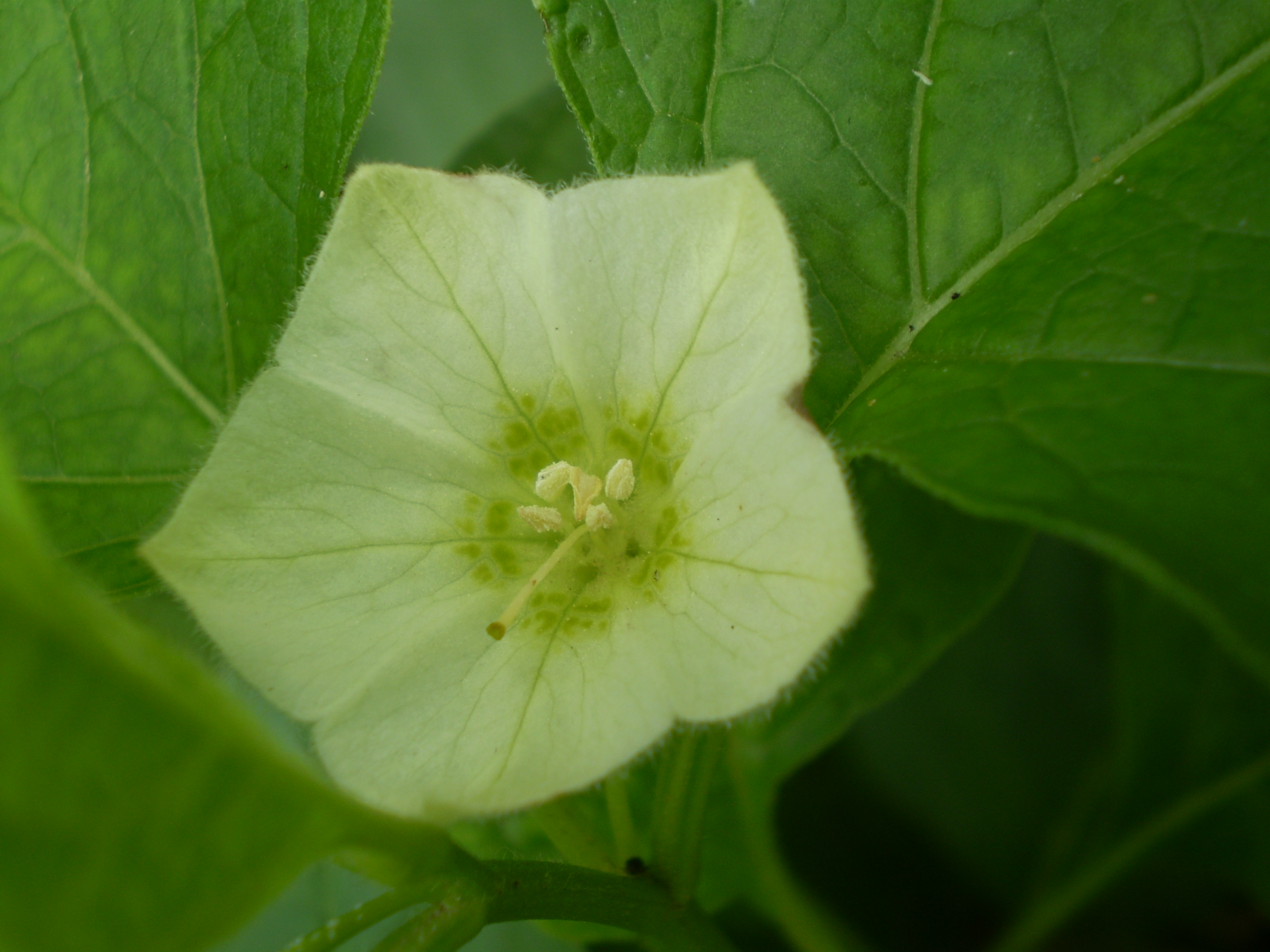
꽃
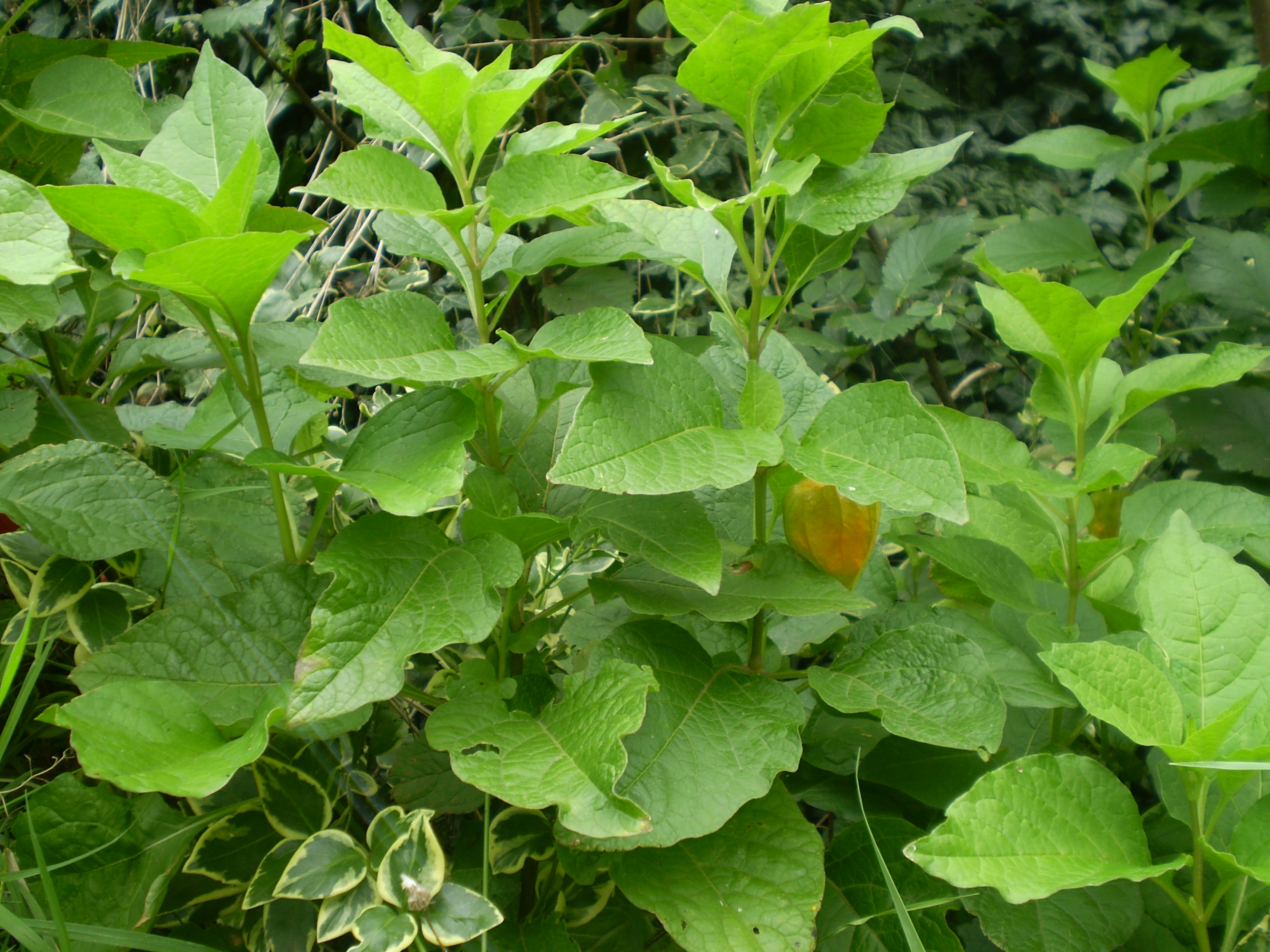
전초

## 문화
- 꽈리라는 이름이 조선에 "꽈리"라는 소녀가 죽은 후 무덤에서 꽃이 피었다는 전설에서 유래되었다는 설이 있다.[3]
- 꽈리의 꽃말은 "거짓"이다.[3]